# XVII легион
XVII легион (на латински: Legio XVII) е римски легион, сформиран от Октавиан Август през 41 пр.н.е.. Разгромен е в Битката в Тевтобургската гора през 9 г. Когноменът на легионът не е известен, но вероятно е бил Gallica (Галски) или Germanica (Германски).
За легионите, разбити в тази битка почти няма сведения.